# Kumulacja
Kumulacja – zjawisko fizyczne koncentrujące i ukierunkowujące falę detonacyjną w ładunku kumulacyjnym do wytworzenia strumienia kumulacyjnego jako głównego czynnika rażenia przeciwpancernego.
Po raz pierwszy efekt kumulacyjny był obserwowany w 1792 przez niemieckiego inżyniera Franza von Baadera. Wykorzystany został do celów wojskowych przez Niemców (w pociskach artyleryjskich) podczas wojny hiszpańskiej 1936–1938. W czasie II wojny światowej amunicja kumulacyjna była stosowana na szeroką skalę. Jej efekt wykorzystuje się do wybuchowego przebijania, cięcia i odkształcania różnych materiałów. W wojsku wykorzystywana do przebijania osłon pancernych i ukrytych za nimi celów. 
Powstanie strumienia i jego oddziaływanie na przeszkodę można opisać stosując teorię hydrodynamiczną.  Wywołując detonację ładunku kumulacyjnego, strefa wysokiego ciśnienia panującego w czole fali detonacyjnej przemieszcza się w materiale wybuchowym z prędkością kilku tysięcy m/s. Kiedy fala detonacyjna dotrze do wydrążenia kumulacyjnego, a za nią produkty detonacji, zmieniają kierunek ruchu i koncentrują się wzdłuż osi symetrii ładunku, tworząc strumień kumulacyjny. Wzrasta wówczas gęstość, ciśnienie, prędkość i temperatura produktów detonacji. Wysokoenergetyczny i skoncentrowany strumień wprowadza materiał napotkanej przeszkody (np. osłony pancernej) w stan quasi-ciekły, wnikając w nią. Wraz ze wzrostem prędkości, czasu oddziaływania i gęstości strumienia głębokość krateru zwiększa się, a maleje ze wzrostem gęstości materiału płyty. W miejscu największej koncentracji strumienia kumulacyjnego zwanego ogniskiem uzyskuje się największy efekt działania. Odległość ogniska od podstawy wydrążenia zależy od kształtu i wymiarów wydrążenia kumulacyjnego. 
Stosując wkładkę kumulacyjną, zwiększając gęstość i energię strumienia, uzyskuje się znaczny wzrost efektu przebicia. Kiedy czoło fali detonacyjnej dotrze do powierzchni wkładki, wówczas ulega ona stopniowej deformacji i przechodzi w stan quasi-ciekły. Elementy wierzchołkowe wkładek sferycznych i stożkowych uzyskują większe prędkości niż ich podstawy, ulegając wcześniejszej deformacji. Strumień kumulacyjny ulega wydłużeniu. Przednia jego część nazywana strumieniem właściwym porusza się z prędkością (w czole) 7000–20 000 m/s. Tylna część strumienia uzyskuje prędkość 500–1000 m/s, występując w postaci jednolitego zbitka. Strumień właściwy jest głównym czynnikiem rażącym, drążąc krater w przeszkodzie, a po przebiciu jej przedostaje się za nią, unosząc jej cząstki. Zbitek  w tym czasie, uderzając w przeszkodę, osadza się w wydrążonym otworze. W ognisku średnica strumienia wynosi 2–5 mm, a jego formowanie trwa do chwili, kiedy fala detonacyjna osiągnie podstawę wkładki. Od własności materiału kruszącego i geometrii ładunku kumulacyjnego, sposobu pobudzenia ładunku, kształtu oraz materiału wkładki kumulacyjnej i przysłony ładunku, odległości podstawy wydrążenia od przeszkody, własności materiału przeszkody oraz dokładności wykonania ładunku i wkładki zależy głębokość krateru. Przy wzroście kąta rozwarcia wkładki jej masa zawarta w strumieniu właściwym rośnie w stosunku do masy zbitka, a prędkość strumienia maleje w stosunku do prędkości zbitka. Wzrost kąta rozwarcia powoduje odwrócenie proporcji masowych strumienia i zbitka oraz stopniowo wyrównuje ich prędkość. Występuje wtedy proces wybuchowego formowania wkładki w jednolity pocisk zwany kumulacją odwrotną.  Niekorzystny wpływ na efekt kumulacyjny mają: ruch obrotowy ładunku kumulacyjnego oraz materiałowe i technologiczne wady wykonawcze elementów układu. 
Zjawisko kumulacji jest nazywane kumulacją klasyczną w odróżnieniu od kumulacji odwrotnej.